# Delmenhorst

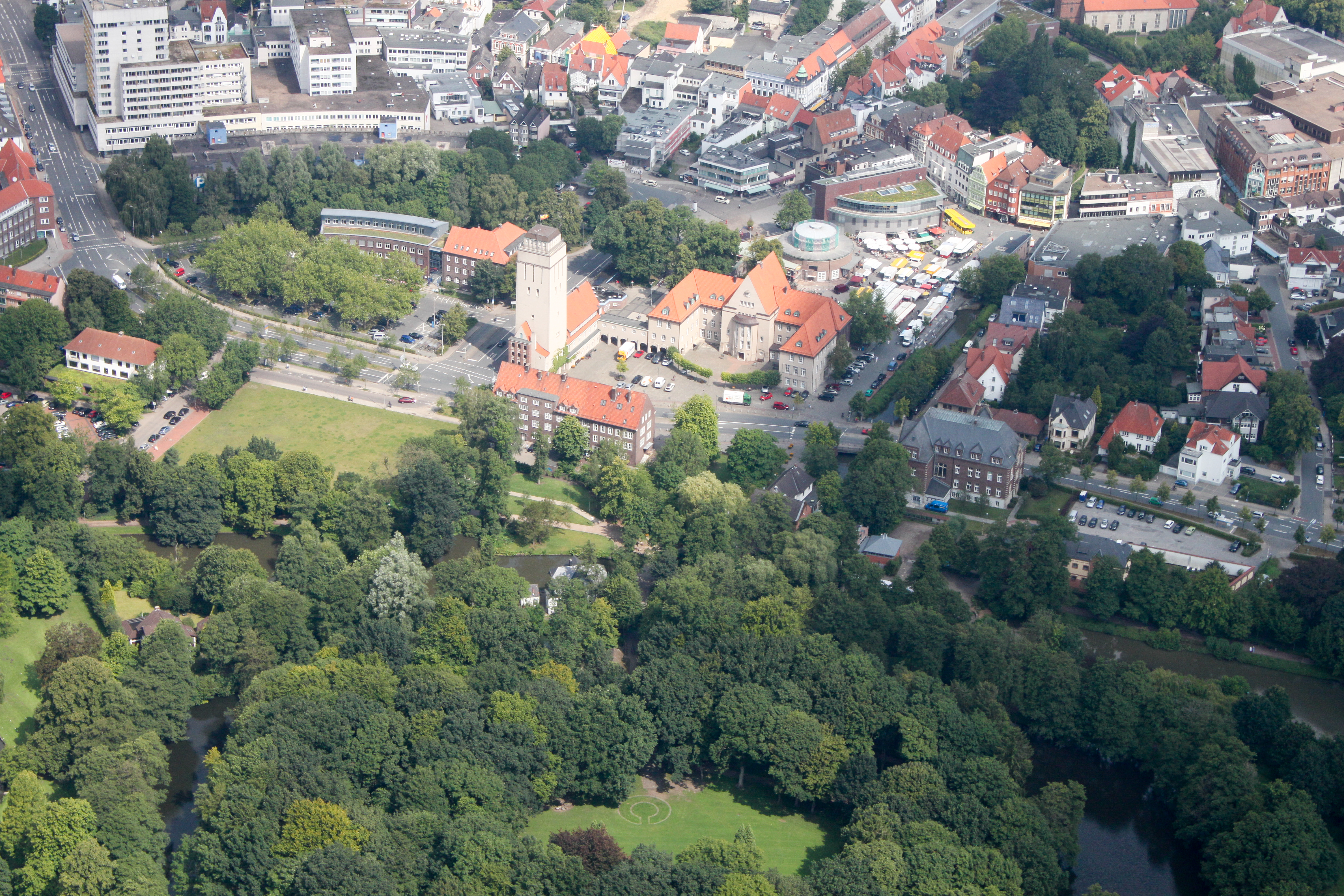
Luftaufnahme der Graftanlagen und der Innenstadt von Delmenhorst

Delmenhorst (niederdeutsch Demost) ist eine kreisfreie Stadt im Oldenburger Land (Niedersachsen). Sie gehört zur Metropolregion Nordwest und zum Kommunalverbund Niedersachsen/Bremen.
In Niedersachsen ist Delmenhorst eine von acht kreisfreien Städten. Sie gehört zu den zehn größten Städten des Landes. Raumplanerisch ist die Stadt als Mittelzentrum mit Teilfunktionen eines Oberzentrums eingestuft. 1371 erhielt Delmenhorst die Stadtrechte. Mit der 1867 erfolgten Einweihung der Bahnstrecke Bremen–Oldenburg entwickelte sich die Stadt bis 1898 zur größten Industriestadt zwischen Weser und Ems. Seit 1903 ist Delmenhorst kreisfrei.

## Geographie

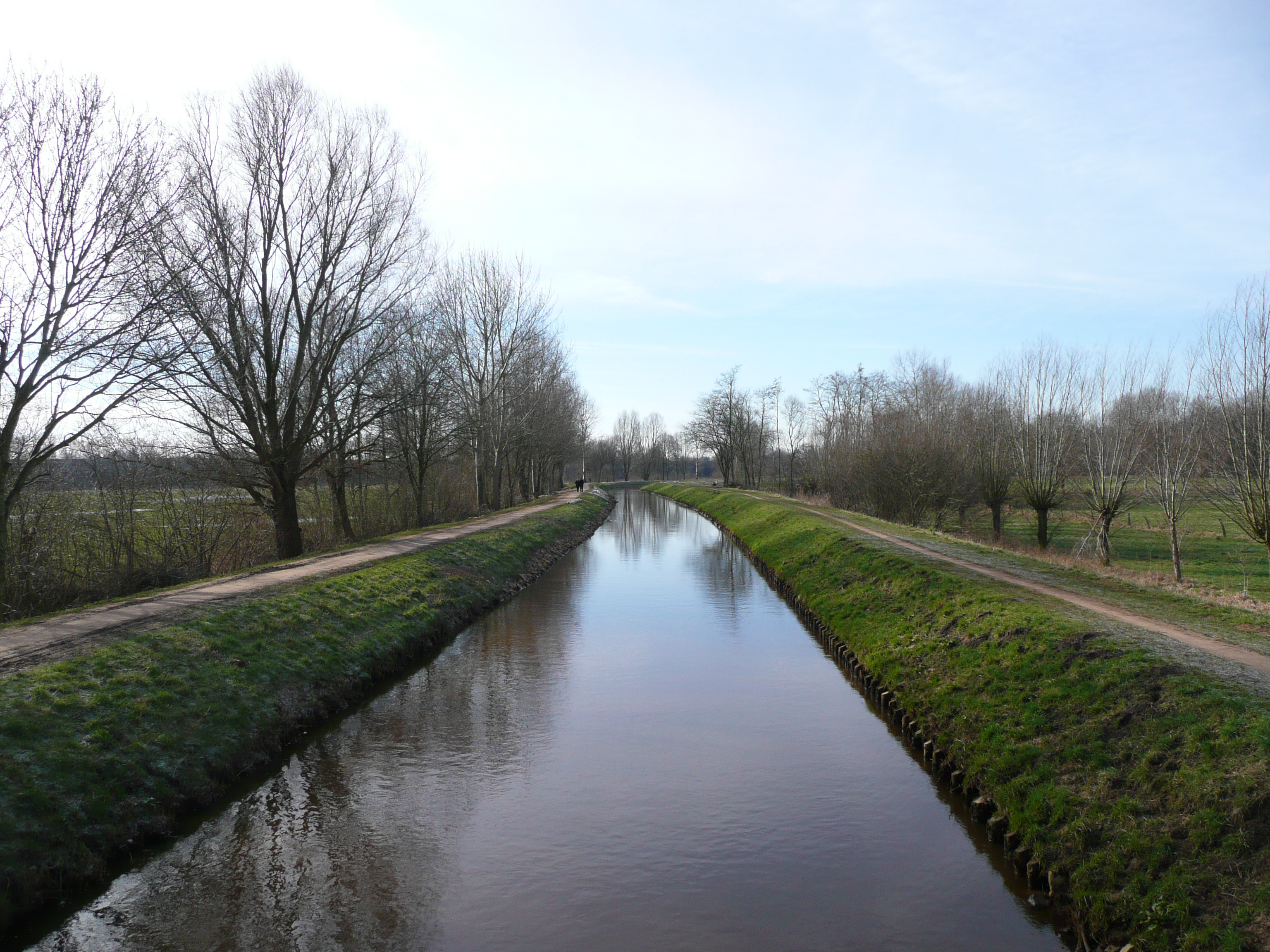
Partie an der Delme

### Geographische Lage
Delmenhorst grenzt östlich an Bremen und liegt etwa 35 Kilometer ostsüdöstlich von Oldenburg. Die Stadt wird unter anderem von der Delme durchflossen. Im Osten und Nordosten wird sie von den Gewässern Klosterbach und Varreler Bäke sowie der Ochtum begrenzt.

### Stadtgliederung

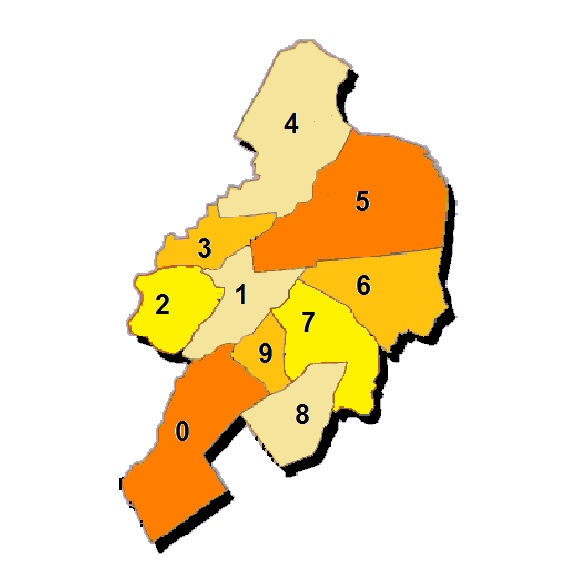
Stadtbezirke Delmenhorsts

Delmenhorst wurde, nicht zuletzt dank der immer stärker einsetzenden Industrialisierung und der daraus resultierenden wirtschaftlichen Blüte, am 1. Mai 1903 eine Stadt erster Klasse, also eine kreisfreie Stadt. In dieser Zeit entstanden die Stadtteile Düsternort, Schafkoven und Hasport. Delmenhorst erstreckte sich 1910 auf einer Fläche von 19,56 km². 1933 erfolgte die Eingemeindung der heutigen Stadtteile Annenheide, Annenriede, Bungerhof, Iprump und Stickgras. Für die Stadt gab es somit Möglichkeiten, sich weiter in die Fläche auszudehnen. Viele neue Siedlungen in den Stadtteilen entstanden in den Nachkriegsjahren, vor allem um Flüchtlingen Wohnraum zu bieten. 1974 wurde schließlich Hasbergen im Zuge der niedersächsischen Gemeindereform nach Delmenhorst eingemeindet und die Stadt erreichte ihre heutige Katastergröße von 62,36 km². Die Stadt Delmenhorst ist zu statistischen Zwecken in zehn Stadtbezirke gegliedert:
| Amtliche Stadtbezirknummer | Name des Stadtbezirks | Einwohner (2023) | Unterbezirke |
| -------------------------- | --------------------- | ---------------- | --- |
| 0                          | Brendel/Adelheide     | 5.455            | Brendel (098) Adelheide (099)                                                                                            |
| 1                          | Mitte                 | 9.100            | Berufsbildende Schule I (195) Ludwig-Kaufmann-Straße (196) Lange Straße (197) Güterbahnhof Süd (198) Wiekhorn (199)      |
| 2                          | Deichhorst            | 11.4380          | Tiergarten (296) Städtische Krankenanstalten (297) Allerheiligenkirche (298) Berufsbildende Schule II (299)              |
| 3                          | Dwoberg/Ströhen       | 9.051            | Dwoberg (395) Goethestraße (396) Gottfried-Keller-Straße (397) Lessingschule (398) Hansastraße (399)                     |
| 4                          | Bungerhof             | 7.173            | Deichhausen/Sandhausen (494) Neuendeel (495) Hasbergen (496) Hebbelweg (497) Städtischer Friedhof (498) Westerfeld (499) |
| 5                          | Schafkoven/Donneresch | 10.8390          | Schohasbergen (595) Otto-Jenzok-Straße (596) Tappenort (597) Eschenweg (598) Dreilinien/Tannenweg (599)                  |
| 6                          | Iprump/Stickgras      | 5.934            | Varrelgraben (696) Lüneburger Straße (697) Iprump (698) Stickgras (699)                                                  |
| 7                          | Stickgras/Annenriede  | 11.4690          | Stephanusstift (794) Tiefes Moor (795) Verdener Straße (796) Gesinenweg (797) Hakenweg (798) Gut Dauelsberg (799)        |
| 8                          | Hasport/Annenheide    | 4.198            | Hasport (897) Annenheide-West (898) Annenheide-Ost (899)                                                                 |
| 9                          | Düsternort            | 8.403            | Elbinger Straße (997) Stadion (998) Overbergschule (999)                                                                 |

Die Stadtbezirke decken sich nicht zwingend mit den teils gleichnamigen 13 Stadtteilen:
| Name des Stadtteils   | zugehörige Unterbezirke      | Einwohner (2022) |
| --------------------- | ---------------------------- | ---------------- |
| Brendel/Adelheide     | 098, 099                     | 5.404            |
| Bungerhof             | 397, 398, 399, 497, 498, 499 | 10.0720          |
| Deichhorst            | 296, 297, 298, 299           | 11.4970          |
| Düsternort            | 798, 997, 998, 999           | 9.887            |
| Dwoberg/Ströhen       | 395, 396                     | 4.534            |
| Hasport/Annenheide    | 897, 989, 899                | 4.233            |
| Heidkrug/Stickgras    | 697, 698, 699                | 5.308            |
| Ländlicher Norden     | 494, 495, 496                | 1.525            |
| Ländlicher Osten      | 595, 696                     | 0.793            |
| Nördliche Stadtmitte  | 195, 596, 597                | 8.321            |
| Schafkoven/Donneresch | 598, 599                     | 4.077            |
| Stickgras/Annenriede  | 794, 795, 796, 797, 799      | 9.839            |
| Südliche Stadtmitte   | 196, 197, 198, 199           | 7.088            |

Die Einwohnerdaten aus der Tabelle beinhalten sowohl die Haupt- als auch die Nebenwohnsitze. Die daraus resultierende Gesamteinwohnerzahl weicht also geringfügig von der vom Landesbetrieb für Statistik und Kommunikationstechnologie Niedersachsen veröffentlichten Zahl ab, die nur die Einwohner mit Hauptwohnsitz wiedergibt.

## Geschichte

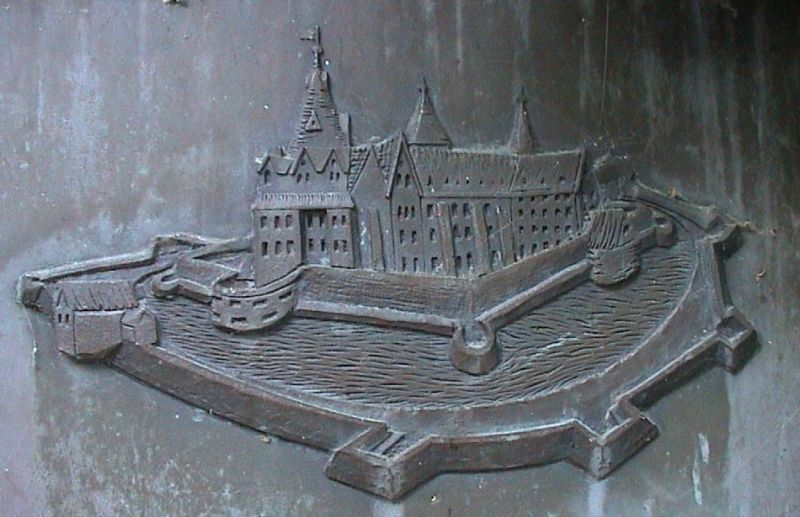
Relief der Burg Delmenhorst auf der Burginsel, Kupferstich von Merian, 1647

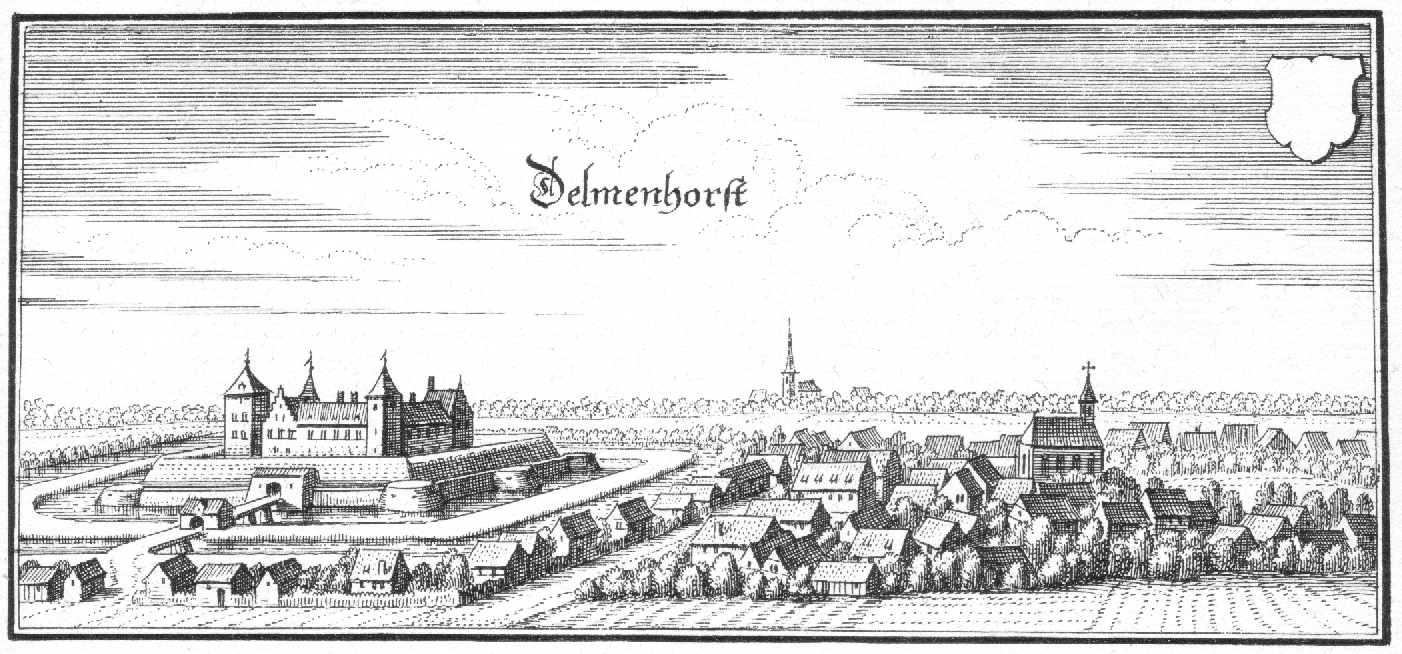
Delmenhorst um 1647

Nach Beendigung der Stedingerkriege 1234 begann 1247 auf der Burginsel in den jetzigen Graftanlagen der Ausbau einer bescheidenen Befestigung zu einer Wasserburg, der Burg Delmenhorst, zur Sicherung der durch die Oldenburger Grafen unterworfenen Gebiete der Stedinger. 1254 wurde der Name Delmenhorst dann erstmals in einer Urkunde genannt. Ab 1281 herrschte die ältere Linie der Grafen von Delmenhorst; ihre Regentschaft dauerte bis 1436. 1286 wurde das Kollegiatstift „St. Marien“ begründet.
Durch den 1311 erfolgten Bau des Straßendammes Bremen-Delmenhorst wurde der flämische Handelsweg über Delmenhorst geführt. 1371 erhielt Delmenhorst durch den Delmenhorster Grafen Otto III. die Stadtrechte nach Bremer Recht. Graf Otto IV. von Delmenhorst verpfändete 1414 seine Grafschaft an das Erzstift Bremen. 1421 wurde Graf Nikolaus von Delmenhorst Erzbischof von Bremen. 1436 fiel die Grafschaft Delmenhorst an Oldenburg zurück.
Von 1440 bis 1482 beherrschte Graf Gerd der Mutige Delmenhorst. 1448 wurde Graf Christian von Oldenburg und Delmenhorst König von Dänemark. Die älteste Bürgervereinigung Delmenhorsts, die „St. Polycarpus Gilde“, wurde 1454 gegründet. Nach der Regentschaft Gerds des Mutigen fiel die Stadt 1482 unter münstersche Herrschaft.
1547 eroberte Graf Anton I. von Oldenburg und Delmenhorst die Burg und Grafschaft zurück. Von 1577 bis 1647 dauerte die Regentschaft der jüngeren Linie der Grafen von Delmenhorst, darunter von 1633 bis 1647 Graf Christian von Delmenhorst. 1615 wurde die evangelische Kirche mit der Grafengruft gebaut. Von 1647 bis 1667 gehörte die Grafschaft Delmenhorst wieder zu Oldenburg.
Die erste Zunft wurde 1651 von Tuchmachern gegründet. Von 1667 bis 1773 wurden die Grafschaften Oldenburg und Delmenhorst vom dänischen Königshaus in Personalunion mitregiert. 1690 wurde der Stadt das Marktrecht verliehen.

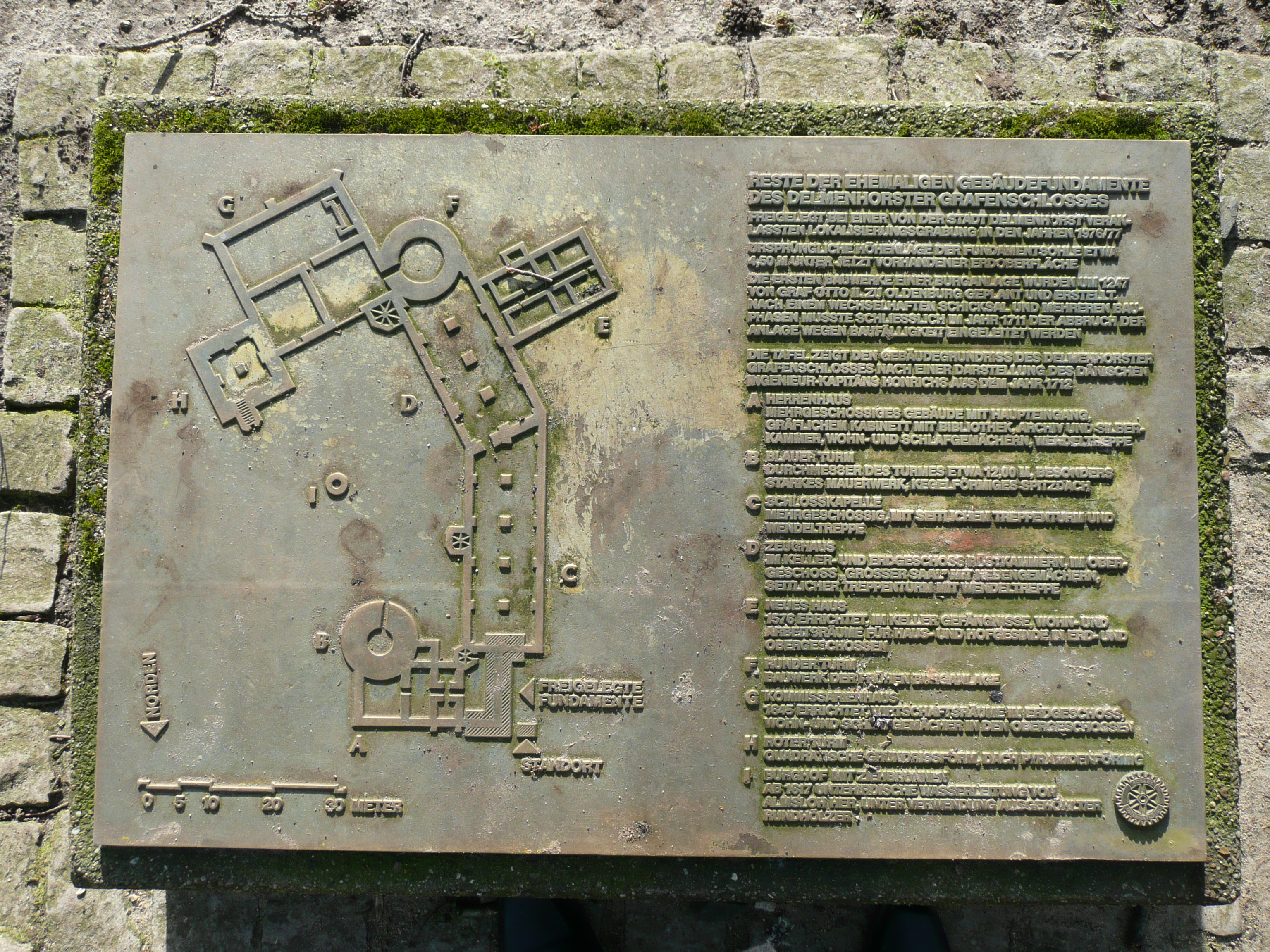
Grundriss des ehemaligen Grafenschlosses (Zustand um 1712)

Von 1711 bis 1731 war die Grafschaft an das Kurfürstentum Braunschweig-Lüneburg verpfändet. In dieser Zeit wurde begonnen, die Burg abzureißen. 1787 fiel mit dem Rest des Blauen Turms das letzte Relikt der Burg.
Am 27. August 1773 gelangte die Grafschaft Delmenhorst gemeinsam mit der Grafschaft Oldenburg durch einen Ländertausch an das Oberhaupt des Hauses Schleswig-Holstein-Gottorf, den späteren Zaren Paul I. Er trat das Land vier Tage später seinem Vetter, dem Fürstbischof von Lübeck, Friedrich August ab, der daraufhin von Kaiser Joseph II. 1774/1777 in den Herzogsstand erhoben wurde. Das so entstandene Herzogtum Oldenburg gehörte dadurch als Reichsfürstentum zum Heiligen Römischen Reich.
Von 1811 bis 1813 war Delmenhorst französisch besetzt. 1815 wurde das Herzogtum Oldenburg mit Delmenhorst zum Großherzogtum Oldenburg.
1832 erschien zum ersten Mal das Wochenblatt für den Kreis Delmenhorst; nach 1847 hieß die Zeitung Delmenhorster Kreisblatt. Mit Beginn der Industrialisierung ab 1850 expandierte die Kork- und Zigarrenindustrie in Delmenhorst. Mit der 1867 erfolgten Einweihung der Bahnstrecke Bremen–Oldenburg entwickelte sich die Stadt bis 1898 zur größten Industriestadt zwischen Weser und Ems. Es erfolgten Unternehmensgründungen in den Bereichen Jute, Kork, Wolle und Linoleum. 1884 wurde die Norddeutschen Wollkämmerei & Kammgarnspinnerei (Nordwolle) gegründet.

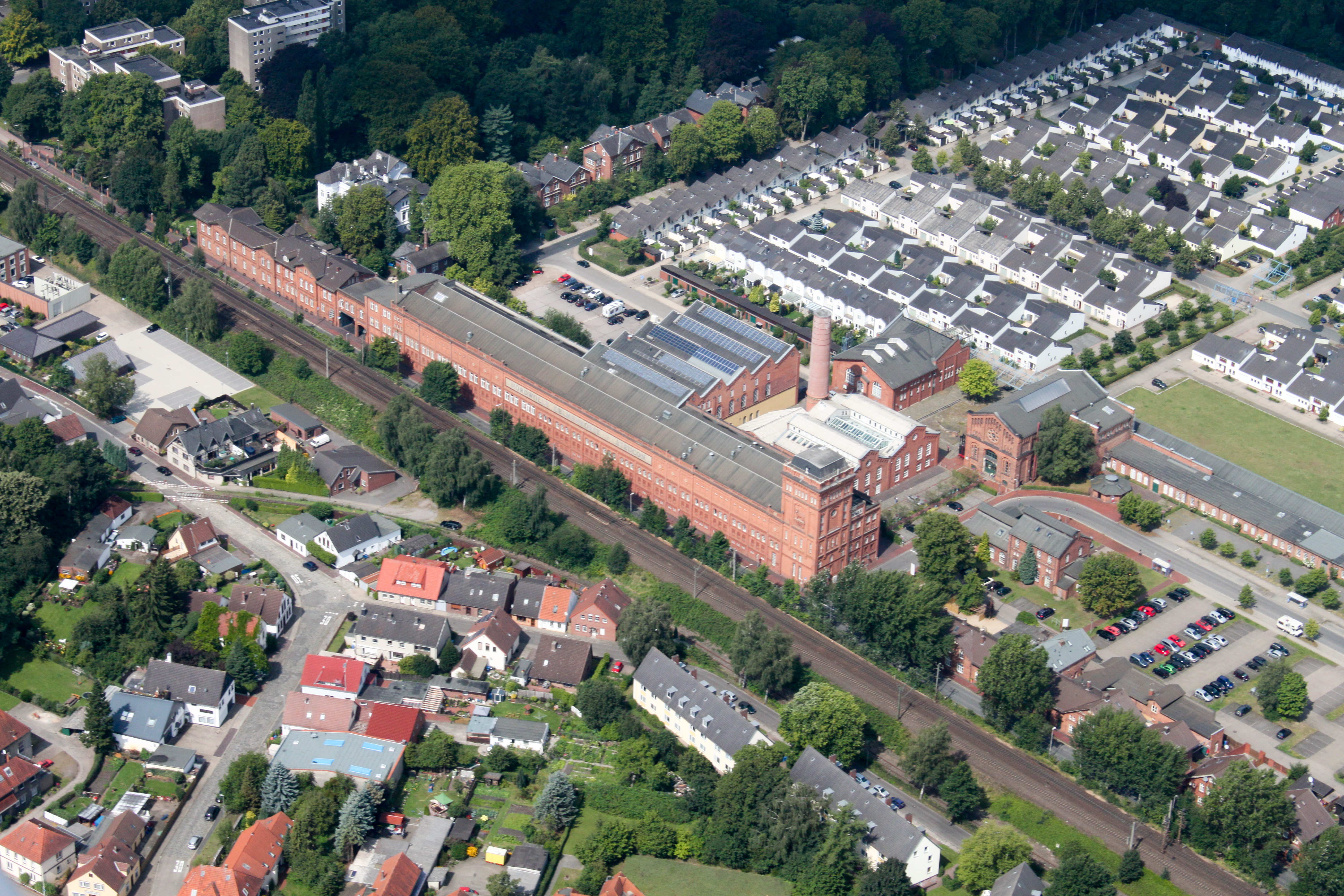
Nordwollegelände aus der Luft

Seit 1903 war die Stadt kreisfrei. Von 1910 bis 1914 wurde der Rathauskomplex mit dem 44 Meter hohen Wasserturm nach einem Entwurf von Heinz Stoffregen errichtet. 1928 wurde das Städtische Krankenhaus an der Wildeshauser Straße nach einem Entwurf des Architekten Fritz Höger erbaut. 1931 ging die Norddeutsche Wollkämmerei und Kammgarnspinnerei in Konkurs.
Bei den Reichstagswahlen im März 1933 erhielten die NSDAP 32,5 %, die SPD 30,9 % und die KPD 13,7 % der Stimmen. Obwohl die NSDAP nicht die absolute Mehrheit der abgegebenen Stimmen erreichte, wurde am 14. März auf Veranlassung des Staatsministeriums in Oldenburg der Studienrat Wilhelm Müller als Stadtkommissar eingesetzt. Mit der Aufhebung von wesentlichen Grundrechtsartikeln am 28. Februar und dem Ermächtigungsgesetz vom 24. März 1933 wurde die Staatsorganisation sowie die gesamte Gesellschaft mit Vereinen und Verbänden dem Führerprinzip unterworfen. Am 2. Mai 1933, unmittelbar nach dem Tag der nationalen Arbeit, wurden die Gewerkschaften zerschlagen. Am 19. Juni setzte das Ministerium einen NSDAP-Stadtrat in Delmenhorst ein. Nach dem Verbot der SPD am 22. Juni 1933 und der Selbstauflösung der übrigen demokratischen Parteien im Reich war der Parlamentarismus auch in Delmenhorst beseitigt. In der Stadt leisteten weiterhin Angehörige der beiden Arbeiterparteien, Gläubige der großen Kirchen und die Zeugen Jehovas Widerstand. Dazu gehörten u. a. Albert Goldenstedt (KPD, Rote Hilfe), Käthe (geb. Oetken) und Theodor Hinrichs (KPD), Wilhelm Schroers (KPD, SPD), Ludwig Gottfried (SPD), Wilhelm von der Heyde (SPD), Otto Gratzki (SPD), Pastor Paul Schipper, Pfarrer Plump und die Zeugen Jehovas Elfriede Gollsch und Harm Focken.
In der Pogromnacht am 9. November 1938 wurde die 1928 eingeweihte Synagoge in der Cramerstraße in Brand gesetzt. Auf Veranlassung des NSDAP-Kreisleiters Sturm wurde das Möbelgeschäft Fink in der Langenstraße zerstört. Am folgenden Tag wurden fast alle jüdischen Männer aus Delmenhorst und Ganderkesee verhaftet und in das Konzentrationslager Sachsenhausen deportiert. Nach Quälereien und Misshandlungen wurden sie wieder entlassen und mit den anderen jüdischen Familien in der Folgezeit zur Emigration gezwungen. Die Delmenhorster Juden, die nicht mehr auswandern konnten, wurden ins Ghetto Minsk, nach Litzmannstadt oder Theresienstadt verschleppt und Opfer der Shoah. Josef König wurde im KZ Buchenwald ermordet. Die nicht zerstörten jüdischen Geschäfte wurden „arisiert“. Zu den jüdischen Opfern gehörten Adolf Alexander, Philipp Fritz Alexander, Bertram (Benjamin) Bandel, Rosa Baum, Herta ter Berg, Isaak ter Berg, Sigmund ter Berg, Ludwig Iwan Bloch u. a.
Im Zweiten Weltkrieg richteten alliierte Luftangriffe auf Delmenhorst nur relativ geringe Schäden an. Die Stadt wurde lediglich zu 2,3 % zerstört. Delmenhorst wurde 1945 von britischen und kanadischen Truppen besetzt. 1945/46 fanden rund 15.000 Heimatvertriebene, zumeist aus Schlesien, Aufnahme in der Stadt.
Der Freistaat Oldenburg mit Delmenhorst ging 1946 im neu gegründeten Bundesland Niedersachsen auf.
1974 wurde die Städtische Galerie Delmenhorst eröffnet. 1977/1978 wurde im Zuge einer Gemeindereform die Kreisfreiheit Delmenhorsts bestätigt, nachdem in den ursprünglichen Plänen der Sachverständigenkommission für die Verwaltungs- und Gebietsreform in Niedersachsen (Weberkommission) zunächst die Angliederung an den Landkreis Wesermarsch bzw. die Zusammenfassung zum Großkreis Brake vorgesehen war. Auch die von verschiedenen Seiten geäußerte Idee zur Schaffung eines neuen Kreises Delmenhorst konnte sich letztendlich nicht durchsetzen.
Nachdem 1981 die Vereinigte Kammgarnspinnerei in Konkurs gegangen war, entstand seit 1986 auf dem Betriebsgelände ein neuer Stadtteil in Verbindung denkmalgeschützter Bausubstanz mit moderner Bebauung. 2000 präsentierte sich das Stadtentwicklungs-Projekt Nordwolle Delmenhorst als erster Außenstandort der Weltausstellung Expo 2000.
2006 erregte der Erwerb eines leerstehenden Hotels im Stadtzentrum durch die Stadt Delmenhorst zur Verhinderung eines angeblich geplanten Verkaufs an den Hamburger Rechtsanwalt Jürgen Rieger (NPD) überregionales Aufsehen. Dieser hatte vorgegeben, dort ein Tagungszentrum für rechtsradikale Kreise einrichten zu wollen. Die Stadt hat mit Hilfe von Spenden in Höhe von einigen Millionen Euro der Bürger das Objekt gekauft. Im Juli 2008 wurde von der Stadt beschlossen, das Hotel und einige andere benachbarte Gebäude (Delmeburg, Wasserwerk, AOK) abzureißen und das gesamte Areal neu zu entwickeln. Der Abriss erfolgte im Frühjahr 2009. Im Moment ist offen, was mit der Fläche des Hotels geschehen soll, zurzeit befindet sich dort eine Grünfläche.
2006 wurde Delmenhorst Mitglied der Metropolregion Nordwest.

### Einwohnerstatistik

Einwohnerentwicklung 1818–2017

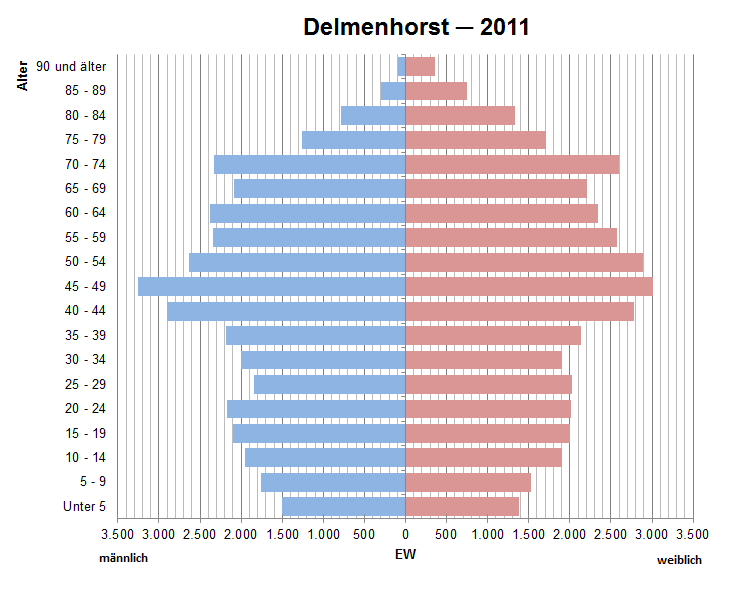
Bevölkerungspyramide für Delmenhorst (Datenquelle: Zensus 2011.)

Im Mittelalter und der frühen Neuzeit hatte Delmenhorst nur wenige hundert Einwohner. Die Bevölkerung wuchs nur langsam und ging durch die zahlreichen Kriege, Seuchen und Hungersnöte immer wieder zurück. Mit Beginn der Industrialisierung im 19. Jahrhundert beschleunigte sich das Bevölkerungswachstum. Durch zahlreiche Unternehmensgründungen in den Bereichen Jute, Kork, Wolle und Linoleum entwickelte sich Delmenhorst zur größten Industriestadt zwischen Weser und Ems. Lebten 1816 erst 1.937 Menschen in der Stadt, so waren es 1900 bereits rund 16.000.
Nach Ende des Zweiten Weltkrieges kamen viele Flüchtlinge und Vertriebene in die Stadt. So stieg die Einwohnerzahl bis 1950 um rund 20.000 Personen auf über 57.000. 1995 erreichte die Bevölkerungszahl mit 78.226 ihren damaligen Höchststand. 2005 hatte Delmenhorst 75.916 Einwohner. Nachdem Delmenhorst zwischen 2005 und 2010 leicht geschrumpft war und beim Zensus im Mai 2011 eine Einwohnerzahl von nur 73.322 ermittelt worden war, nahm die Zahl der Einwohner ab 2011 wieder kontinuierlich zu.
Delmenhorst zog und zieht Einwanderer verschiedener Nationalitäten an. 2014 kamen die meisten Ausländer aus der Türkei (2461), Polen (1289), Bulgarien (538), Griechenland (264), Russland (260), Rumänien (257), Syrien (232) sowie der Ukraine (206). Im Dezember 2014 betrug der Anteil der Bevölkerung mit Migrationshintergrund 10,9 Prozent.
Die folgende Übersicht zeigt die Einwohnerzahlen nach dem jeweiligen Gebietsstand. Dabei handelt es sich um Volkszählungsergebnisse oder amtliche Fortschreibungen des Statistischen Landesamtes. Die Angaben beziehen sich ab 1871 auf die Ortsanwesende Bevölkerung, ab 1925 auf die Wohnbevölkerung und seit 1987 auf die Bevölkerung insgesamt. Vor 1871 wurde die Einwohnerzahl nach uneinheitlichen Erhebungsverfahren ermittelt.
| Datum            | Einwohner |
| ---------------- | --------- |
| 15. August 1816  | 1.937     |
| 1. Februar 1828  | 2.124     |
| 1. Juli 1837     | 2.399     |
| 1. Juli 1846     | 2.409     |
| 2. Januar 1850   | 2.372     |
| 1. Juli 1852     | 2.439     |
| 3. Dezember 1854 | 2.419     |
| 3. Dezember 1855 | 2.628     |
| 3. Dezember 1858 | 2.754     |
| 3. Dezember 1861 | 2.916     |
| 3. Dezember 1864 | 3.172     |
| 3. Dezember 1867 | 3.507     |
| 1. Dezember 1871 | 4.018     |
| 1. Dezember 1875 | 4.800     |
| 1. Dezember 1880 | 5.408     |

| Datum              | Einwohner |
| ------------------ | --------- |
| 1. Dezember 1885   | 6.647     |
| 1. Dezember 1890   | 9.372     |
| 2. Dezember 1895   | 12.569    |
| 1. Dezember 1900   | 16.579    |
| 1. Dezember 1905   | 20.150    |
| 1. Dezember 1910   | 22.516    |
| 1. Dezember 1916   | 19.684    |
| 5. Dezember 1917   | 19.418    |
| 8. Oktober 1919    | 21.878    |
| 16. Juni 1925      | 24.702    |
| 16. Juni 1933      | 31.284    |
| 17. Mai 1939       | 38.261    |
| 31. Dezember 1945  | 41.784    |
| 29. Oktober 1946   | 48.742    |
| 13. September 1950 | 57.273    |

| Datum              | Einwohner |
| ------------------ | --------- |
| 25. September 1956 | 54.791    |
| 6. Juni 1961       | 57.312    |
| 31. Dezember 1965  | 61.977    |
| 27. Mai 1970       | 63.266    |
| 31. Dezember 1975  | 71.488    |
| 31. Dezember 1980  | 72.370    |
| 31. Dezember 1985  | 70.546    |
| 25. Mai 1987       | 72.072    |
| 31. Dezember 1990  | 75.154    |
| 31. Dezember 1995  | 78.226    |
| 31. Dezember 2000  | 76.644    |
| 31. Dezember 2005  | 75.916    |
| 31. Dezember 2010  | 74.361    |
| 9. Mai 2011        | 73.322    |
| 31. Dezember 2011  | 73.364    |

| Datum             | Einwohner |
| ----------------- | --------- |
| 31. Dezember 2012 | 73.588    |
| 31. Dezember 2013 | 74.052    |
| 31. Dezember 2014 | 74.804    |
| 31. Dezember 2015 | 76.323    |
| 31. Dezember 2016 | 77.045    |
| 31. Dezember 2017 | 77.521    |
| 31. Dezember 2018 | 77.607    |
| 31. Dezember 2019 | 77.559    |
| 31. Dezember 2020 | 77.503    |

¹ Volkszählungsergebnis und amtliche Fortschreibungen

### Konfessionsstatistik
Ende 2024 waren von den 82.638 Einwohnern 25,9 % (21.437) evangelisch-lutherische und evangelisch-reformierte Christen, 12,7 % (10.495) Katholiken und 61,4 % sonstige (andere bzw. keine Konfession).
Ende 2023 waren von den 83.060 Einwohnern 27,0 % (22.431) evangelisch-lutherische und evangelisch-reformierte Christen, 13,1 % (10.906) Katholiken und 59,9 % sonstige (andere bzw. keine Konfession). 2018 gab es 31,7 % evangelisch-lutherische und evangelisch-reformierte Christen, 12,8 % Katholiken und 55,6 % Sonstige.

### Historische Presse
Seit 1808 existiert, mit Ausnahme von 1945/46, in Delmenhorst eine eigenständige Presse.
Das erste Presseorgan war Der Geheime Ausrufer. Ein freymühtiges u. unbefangenes Erholungsblatt f. d. Bürger, das vom 2. April bis zum 9. Juli 1808 erschien. Es wurde von dem Theatersekretär Dittmann in Bremen herausgegeben und auf Druck der holländisch-französischen Besatzungsmacht verboten. Die Ausgaben 1–13 sind in der Landesbibliothek Oldenburg, die Nrn. 1–15 in der Staats- und Universitätsbibliothek Bremen archiviert.
Ab dem 6. Januar 1832 erschien das Wochenblatt für den Kreis Delmenhorst, das 1847 in Delmenhorster Kreisblatt umbenannt wurde und im Laufe der Jahre wechselnde Untertitel erhielt. Die letzte Ausgabe erschien am 18. April 1945. Die politische Tendenz war unabhängig und rechtsgerichtet. Am 1. Oktober 1949 erschien die erste Nachkriegsausgabe. Die Jahrgänge von 1838 bis 1940 sind, mit Verlustlücken, in der Landesbibliothek Oldenburg archiviert.
Das Delmenhorster Wochenblatt, politische Tendenz unabhängig, erschien von Ende 1866 bis zum 29. Dezember 1868.
Lediglich 1875 wurde die Allgemeine Volkszeitung, Central-Anzeiger f. Stadt u. Land, herausgegeben. Die politische Tendenz war unabhängig.
Vom 2. April 1884 bis zum 30. Mai 1926 erschienen die Delmenhorster Nachrichten. Anzeiger f. Delmenhorst u. Umgegend, die 1924 in Nationale Rundschau. Unabhängige Delmenhorster Tageszeitung für Delmenhorst, 1926 kurzfristig Neue Bremer Zeitung. Nationale Rundschau hieß und schließlich 1926 in der Bremer Zeitung. Norddt. Rundschau, aufging. Sie führte im Laufe der Jahre verschiedene Untertitel. Die politische Tendenz war bis 1924 unabhängig-liberal, ab 1924 deutschnational. Die Jahrgänge von 1884 bis 1929 sind mit Lücken für 1919 und 1923 in der Landesbibliothek Oldenburg archiviert.
Das Delmenhorster Volksblatt, Organ f. d. Interessen d. werktätigen Volkes erschien von 1895 bis 1905 und war sozialdemokratisch ausgerichtet.
Die ebenfalls sozialdemokratische Delmenhorster Volkswacht erschien vom 1. Juni 1919 bis zum 10. März 1933. 1930 wurde sie in Delmenhorster Volksblatt. Organ z. Vertretung d. Volksinteressen f. Delmenh. u. Umgebung umbenannt. Sie wurde 1933 in die Oldenburgische Staatszeitung. Ausg. Delmenhorst überführt. Wie das Delmenhorster Volksblatt sind auch Ausgaben dieser Zeitung in der Landesbibliothek Oldenburg archiviert.
Die Delmenhorster Rundschau erschien im Rundschau Verlag von 1976 bis 1983. In der Nachfolge erschien die Neue Delmenhorster Rundschau: Stadtmagazin für Politik u. Kultur im Verlag Neue Delmenhorster Rundschau von 1983 bis 1989. Die politische Ausrichtung war links.

### Eingemeindungen
Am 1. März 1974 wurde die Gemeinde Hasbergen eingegliedert.

### Herkunft des Ortsnamens
Der Ortsname Delmenhorst ist eine Ableitung des Flussnamens Delme, der durch den Ort fließt. Die Endung „-horst“ kommt in Norddeutschland, aber auch in den Niederlanden und Belgien sowie in England in zahlreichen Ortsnamen vor. Es gehört zu mittelniederdeutsch und mittelniederländisch „hurst, horst“, altenglisch „hyrst“, mittelhochdeutsch „hurst, hürste“, althochdeutsch „hurst“. Die Bedeutung ist „Gebüsch, Gestrüpp, Buschwald, Gehölz, Gesträuch, Niederholz“, auch „bewachsene kleine Erhöhung in Sumpf und Moor“. Der Name Delme ist bisher nicht sicher gedeutet worden. Seine Bildung mit „‑(m)ana“ oder „-(m)end-/(m)and-“ ist aber anzunehmen. Das indogermanische „dhelbh-“ ist zu vermuten. Es bedeutet „vertiefen, aushöhlen“. Beschreibungen des Flusses Delme bestätigen die Herkunft: „Geestflüsse wie die Delme und die Welse haben sich mit ihren Talauen tief in diese Grundmoränenplatte eingeschnitten“.

### Garnison Delmenhorst
Delmenhorst besitzt ein lange militärische Tradition. Bereits mit dem Bau der Delmeburg um 1250 waren Truppen stationiert worden, mit dem Abbruch der Burg ab 1711 zogen auch die Soldaten wieder ab. Während des Ersten Weltkriegs wurde 1915 ein Landsturm-Ersatzbataillon von Hannover nach Delmenhorst verlegt. 1934/35 wurde an der Wildeshauser Straße die Caspari-Kaserne errichtet und der Bau eines Fliegerhorstes im Stadtteil Brendel/Adelheide begonnen, dessen Unterkunftsbereich nach dem Jagdflieger Oswald Boelcke benannt wurde (diese Kaserne trug bis 1970 den Namen Boelcke Kaserne). In der Horstedter Heide und der Sedter Heide richtete die Stadt den Truppenübungsplatz Große Höhe ein.
Nach dem Zweiten Weltkrieg dienten die Kasernen als Unterkunft für Vertriebene und Flüchtlinge und militärische Einheiten der British Army. Nach der Auflösung des Internierungslagers entstand 1948 auf dem Kasernengelände in Adelheide das Christliche Jugenddorf, aus dem das Wichernstift hervorging.
1957 wurde die Standortverwaltung an der Brauenkamper Straße errichtet, 1958 zogen erste Einheiten der neu gegründeten Bundeswehr in der Caspari-Kaserne ein. Die ehemalige Fliegerhorstkaserne wurde 1966 nach Diedrich Lilienthal benannt und 1970 in Feldwebel-Lilienthal-Kaserne umbenannt. Die Barbara Barracks erhielten nach dem Abzug der britischen Truppen und der Errichtung neuer Unterkunftsgebäude 1972 den Namen Barbara-Kaserne.
Das Heer und die Luftwaffe prägten mit ihren Fahrzeugen das Stadtbild der kommenden Jahre mit. Die Deutsche Wiedervereinigung bescherte der Garnison Delmenhorst zwischen 1991 und 1994 eine Truppenreduzierung von 4050 auf 1600 Soldaten. Die Luftwaffe zog ihre Verbände vollständig ab (Flugabwehrraketengeschwader 24) oder löste sie auf (Flugabwehrraketengeschwader 35). Die Caspari-Kaserne war 1994 leergezogen und wurde ab 2000 abgebrochen. An ihrer Stelle entstand das Stadtquartier „Neues Deichhorst“.
Das Heer löste ebenfalls Einheiten auf, darunter das Raketenartilleriebataillon 112, die Begleit-Batterie 11 sowie das Panzergrenadierbataillon 312, unterhält aber bis heute Einheiten in der Stadt. 2006 wurden die Logistikbrigade 1 und das Transportbataillon 165 aufgestellt. Bereits 2014 wurde die Logistikbrigade im Rahmen des seit 2011 geltenden neuen Standortkonzepts der Bundeswehr und der damit einhergehenden erneuten Reduzierung der Truppenstärke wieder aufgelöst. Es verblieb in Delmenhorst das Logistikbataillon 161, das 2003 u. a. aus Teilen des Instandsetzungsbataillons 11 neu aufgestellt worden war. Im September 2020 wurde das Logistikbataillon 163 aufgestellt.

### Die Hotelwiese
2006 wollte der rechtsextreme Anwalt Jürgen Rieger das Hotel am Stadtpark in Delmenhorst kaufen und dort ein Tagungszentrum für politische Rechte einrichten. Die Stadt verhinderte dies mit tatkräftiger Unterstützung der Bürger. Am Ende wurde das Hotel für 3 Millionen Euro durch die Stadt erworben – 900.000 € waren von Bürgern gespendet worden. Das alte Hotel wurde abgerissen, und es entstand die Hotelwiese. Was mit dem Grundstück in Zukunft passieren soll, ist weiterhin offen. Aktuell wird sie regelmäßig als Veranstaltungsfläche genutzt, und auch Beete wurden dort von Bürgerinitiativen angelegt.

## Politik

### Rat
Der Rat der Stadt Delmenhorst besteht aus 44 Mitgliedern. Die Ratsmitglieder werden durch eine Kommunalwahl für jeweils fünf Jahre gewählt. Die aktuelle Amtszeit begann am 1. November 2021 und endet am 30. Oktober 2026.

Stimmberechtigt im Rat ist außerdem der Oberbürgermeister.
Die letzte Kommunalwahl vom 12. September 2021 ergab das folgende Ergebnis:
| Ratswahl Delmenhorst 2021vorläufiges Ergebnis; Wahlbeteiligung: 47,2 % 3020100 29,028,410,610,48,33,83,43,02,30,8 SPDCDUFDPGrüneAfDLinkeDLPARTEIFWSonst.Gewinne und Verlusteim Vergleich zu 2016 %p 6 4 2 0 −2 −4 −6 −8−10−2,6+5,0+3,2−6,8−0,2+3,4+3,0+1,1−9,1SPDCDUFDPGrüneAfDLinkeDLPARTEIFWSonst. | Sitzverteilung im Rat der Stadt Delmenhorst seit 2021Insgesamt 44 Sitze - Linke: 2 - PARTEI: 1 - SPD: 13 - Grüne: 5 - DL: 1 - FDP: 5 - FW: 1 - CDU: 12 - AfD: 4 |

| Parteien und Wählergemeinschaften | Parteien und Wählergemeinschaften           | Stimmenanteil 2021 | Sitze 2021 | Stimmenanteil 2016 | Sitze 2016 |
| --------------------------------- | ------------------------------------------- | ------------------ | ---------- | ------------------ | ---------- |
| SPD                               | Sozialdemokratische Partei Deutschlands     | 29,0 %             | 13         | 31,6 %             | 14         |
| CDU                               | Christlich Demokratische Union Deutschlands | 28,3 %             | 12         | 23,4 %             | 10         |
| FDP                               | Freie Demokratische Partei                  | 10,6 %             | 5          | 7,4 %              | 3          |
| Grüne                             | Bündnis 90/Die Grünen                       | 10,4 %             | 5          | 7,2 %              | 3          |
| AfD                               | Alternative für Deutschland                 | 8,3 %              | 4          | 15,2 %             | 7          |
| Linke                             | Die Linke                                   | 3,8 %              | 2          | 4,0 %              | 2          |
| DL                                | Delmenhorster Liste                         | 3,4 %              | 1          | –                  | –          |
| Partei                            | Die Partei                                  | 3,0 %              | 1          | –                  | –          |
| FW                                | Freie Wähler                                | 2,3 %              | 1          | 1,2 %              | 1          |
| Bürgerforum                       | Bürgerforum                                 | 0,8 %              | 0          | 3,2 %              | 1          |
| UAD                               | Unabhängige Delmenhorster                   | –                  | –          | 5,0 %              | 2          |
| Piraten                           | Piratenpartei Deutschland                   | –                  | –          | 1,9 %              | 1          |
| Übrige                            | weitere Wahlvorschläge                      | 0,1 %              | 0          | –                  | –          |
| Gesamt                            | Gesamt                                      | 100 %              | 44         | 100 %              | 44         |
| Wahlbeteiligung                   | Wahlbeteiligung                             | 47,1 %             | 47,1 %     | 44,8 %             | 44,8 %     |

Die Wahlbeteiligung bei der Kommunalwahl 2016 betrug 44,8 % (niedersächsischer Durchschnitt: 55,5 %). Bei der Kommunalwahl 2021 stieg sie auf 47,1 %.

### Bürgermeister
Oberbürgermeisterin von Delmenhorst ist Petra Gerlach von der CDU. Sie setzte sich am 26. September 2021 in einer Stichwahl gegen Funda Gür (SPD) durch. Gerlach erhielt im zweiten Wahlgang 67,9 % der abgegebenen Stimmen. Vorgänger im Amt ist Axel Jahnz (SPD).

### Wappen
Das derzeit gültige Kommunalwappen wurde am 4. Februar 1913 vom Oldenburger Großherzog verliehen.
| Wappen von Delmenhorst | Blasonierung: „Das Wappen der Gemeinde zeigt einen roten Burgturm mit blauem Kegeldach auf einem goldenen Wappenschild, der von mehreren blauen Wellenlinien in der Mitte durchzogen ist.“ |
| Wappen von Delmenhorst | Wappenbegründung: Das älteste Wappen von 1442 zeigte schon das Schloss vor einem Fluss (Delme). Ebenso wurde ein kleines Schild mit den Oldenburger Waffen gezeigt. Dieses kleine Schild wird auf späteren Wappen nicht mehr gezeigt. Das blaue Dach des Turmes symbolisiert eigentlich den inzwischen abgerissenen „Blauen Turm“ der Delmenhorster Burg, wird jedoch heutzutage auch mit dem Wasserturm in Verbindung gebracht. |

### Flagge
Die Flagge der Stadt hat die Farben Blau, Gold, Rot.

### Kinder- und Jugendparlament
Seit zwei Jahrzehnten hat die Stadt Delmenhorst ein eigenes Kinder- und Jugendparlament. Dieses kümmert sich um die Angelegenheiten der Jugend in Delmenhorst.

### Städtepartnerschaften

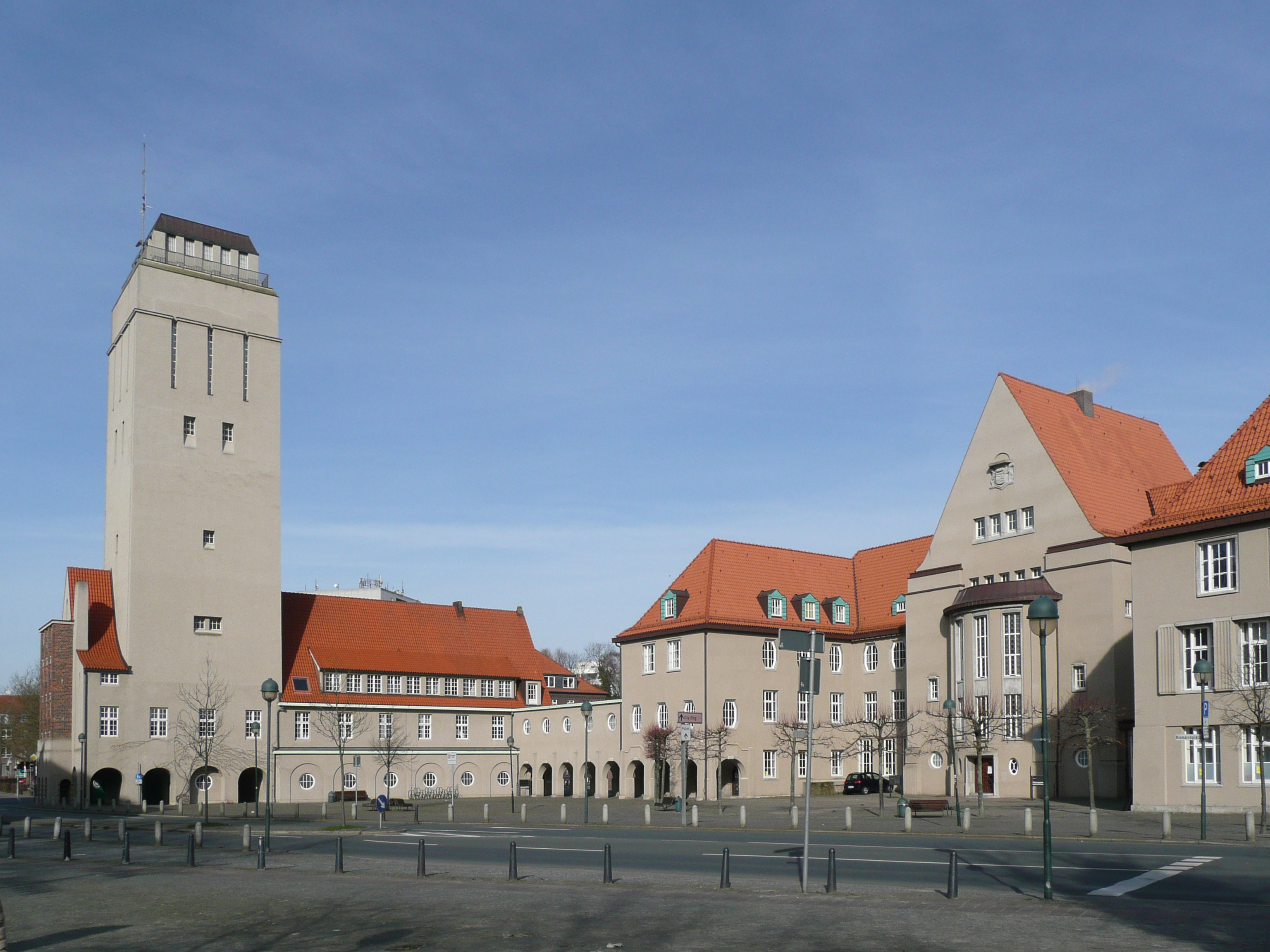
Wasserturm und Rathaus in Delmenhorst

Delmenhorst hat fünf Partnerstädte:
| Stadt         | Land        | seit |
| ------------- | ----------- | ---- |
| Allonnes      | Frankreich  | 1976 |
| Borissoglebsk | Russland    | 1994 |
| Eberswalde    | Deutschland | 1990 |
| Kolding       | Dänemark    | 1979 |
| Lublin        | Polen       | 1992 |

## Kultur und Sehenswürdigkeiten

### Sehenswürdigkeiten

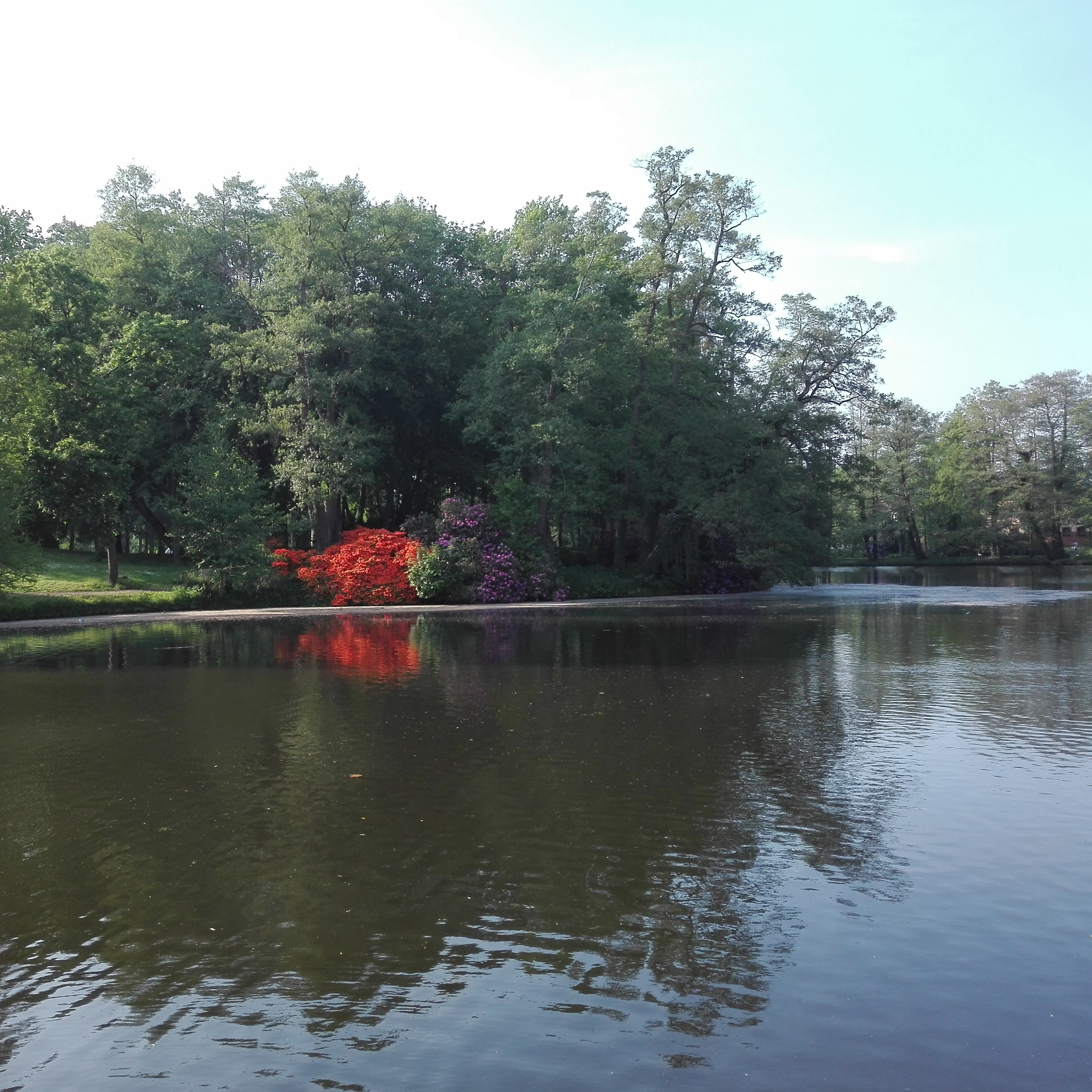
Burginsel

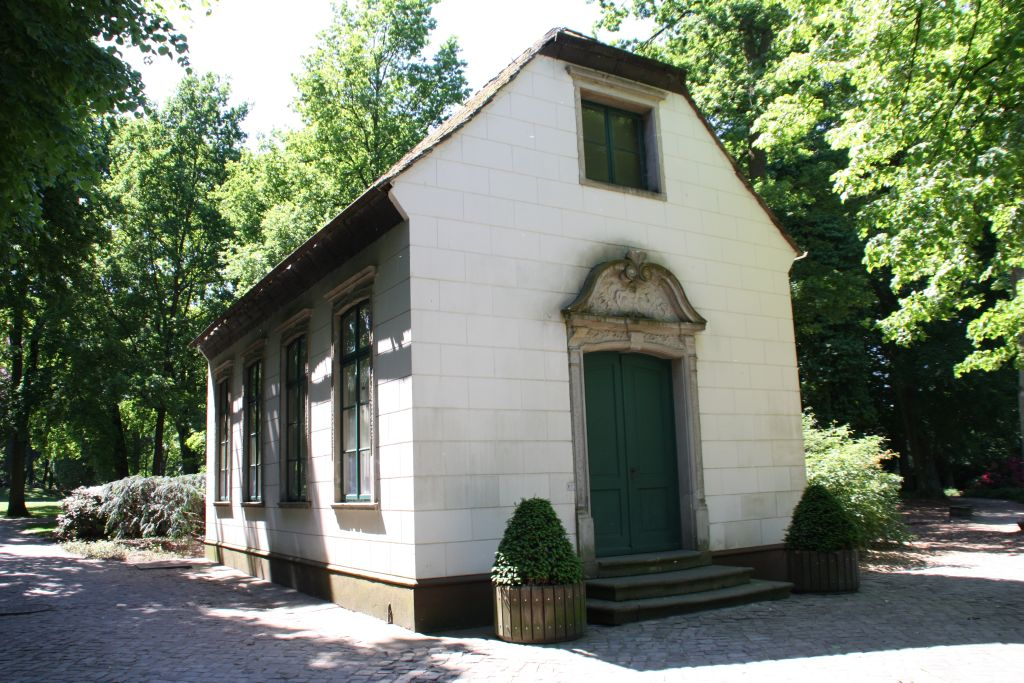
Ehemaliges Gräfliches Gartenhaus am Eingang der Burginsel

Der denkmalgeschützte Rathauskomplex am Marktplatz wurde 1912–1914 in Jugendstilformen nach Entwurf des Bremer Architekten Heinz Stoffregen (1879–1929) errichtet. Einbezogen in den Komplex wurde der 44 Meter hohe Wasserturm mit Aussichtsplattform, der bereits im April 1910 nach einjähriger Bauzeit fertiggestellt worden war. Er fasste 500 Kubikmeter Wasser und ist seit Februar 2011 nicht mehr in Betrieb. Ebenfalls am Marktplatz liegt die von demselben Architekten entworfene, 1919/1920 errichtete Markthalle, die durch einen 1955 abgerissenen Arkadengang mit dem Rathaus verbunden war.
Südlich der Innenstadt erstrecken sich entlang der Delme die Graftanlagen mit der Burginsel, auf der 1247 ein vorhandener befestigter Hof (Horsthof) zu einer Wasserburg erweitert wurde. Diese wurde im 16. Jahrhundert zu einem repräsentativen Renaissanceschloss ausgebaut. Die Schleifung der Anlage begann 1711, zuletzt wurde 1787 der Schlossturm, der sogenannte Blaue Turm, abgerissen. Letzterer ist im Wappen der Stadt abgebildet. Das Gelände wurde ab 1906 zu einer von den ehemaligen Befestigungsgräben Innengraft und Außengraft durchzogenen Parkanlage umgestaltet. Am Eingang der Burginsel wurde 1979 das ehemalige gräfliche Gartenhaus von 1723 aus dem Gut Weyhausen neu aufgebaut. Auf der Burginsel wurde der Grundriss des Schlosses durch Bodenmarkierungen sichtbar gemacht. Die Burginsel weist einen großen Bestand an verschiedenen Rhododendronarten aus.

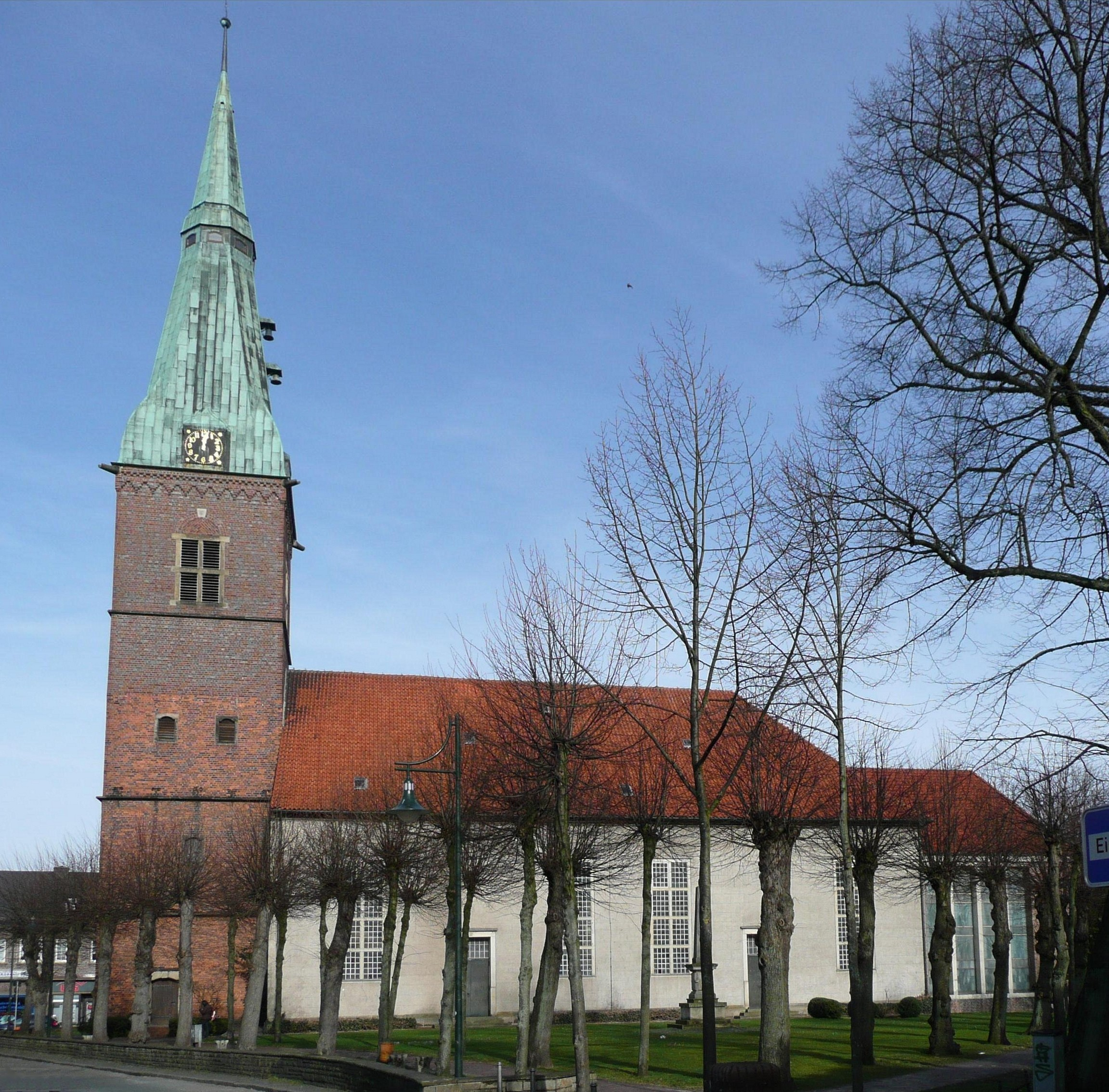
Evangelische Stadtkirche in Delmenhorst

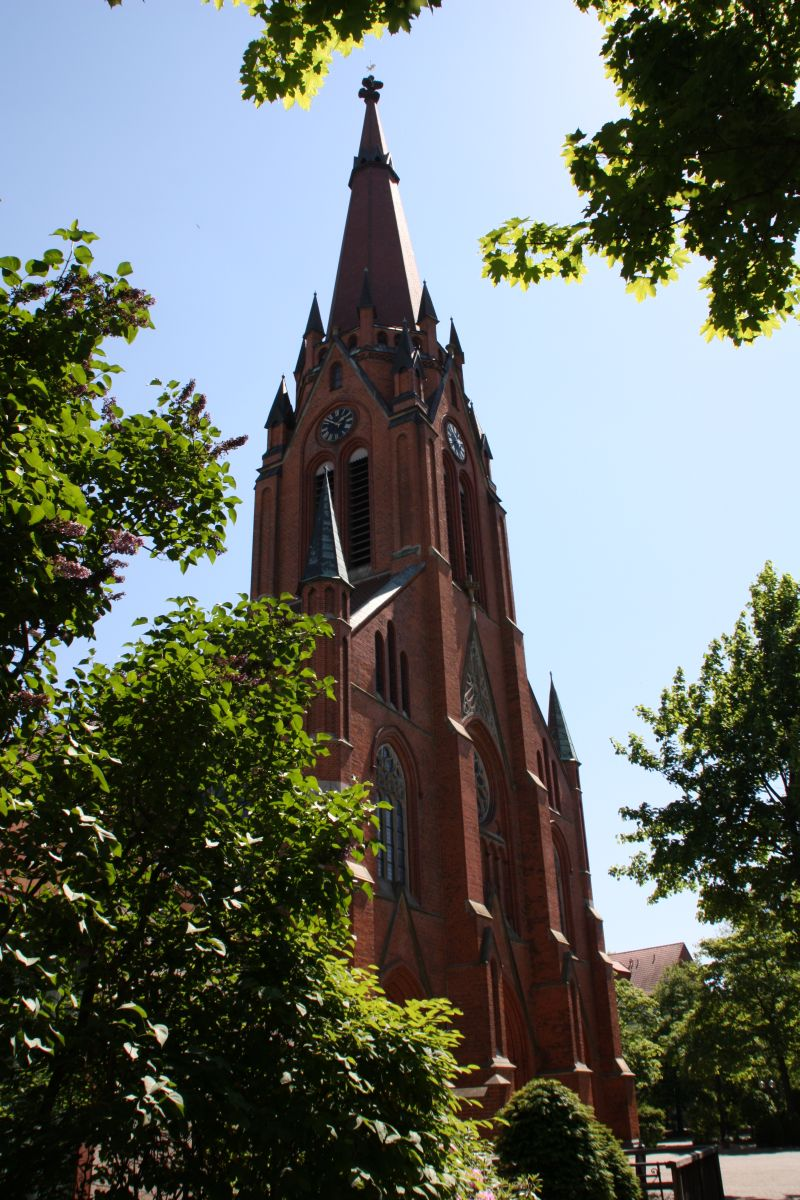
Turm der katholischen Marienkirche

Auf dem nördlich der Innenstadt gelegenen Gelände der ehemaligen Norddeutschen Wollkämmerei und Kammgarnspinnerei (kurz Nordwolle), einem großflächigen Komplex aus denkmalgeschützter historischer Fabrikarchitektur, den Wohnhäusern der Nordwolle und dem Wollepark der Nordwolle sowie moderner Bebauung, befindet sich unter anderem das Nordwestdeutsche Museum für Industriekultur Nordwolle Delmenhorst, ein Ankerpunkt der Europäischen Route der Industriekultur (ERIH). Hier wurde im Rahmen der Weltausstellung Expo 2000 in Hannover als Außenstandort das Stadtentwicklungsprojekt Nordwolle mit einem Kultur- und Medienzentrum sowie dem zukunftsorientierten Modellvorhaben „Wohnen und Arbeiten an der Datenbahn“ und „Zukunft Alter – ServiceWohnen“ präsentiert.
Die evangelische Stadtkirche Zur Heiligen Dreifaltigkeit mit der Gruft der ehemaligen Grafen von Delmenhorst wurde 1789 als schlichter klassizistischer Putzbau errichtet, der backsteinsichtige Turm zuletzt 1908 aufgestockt.
Die katholische St.-Marien-Kirche mit 72 Meter hohem Turm wurde 1903 backsteinsichtig im neugotischen Stil erbaut und im Zweiten Weltkrieg bei einem Luftangriff auf Delmenhorst am 26. November 1943 zerstört. Der Wiederaufbau begann bereits 1944 und war 1949 vollendet. Das Kruzifix über dem Altar ist ein Werk des Metallbildhauers Jakob Riffeler.

Krankenhaus

Das von 1927 bis 1928 errichtete städtische Krankenhaus an der Wildeshauser Straße sowie die Friedhofskapelle Bungerhof von 1929 sind Werke des Hamburger Architekten Fritz Höger (1877–1949), eines der führenden Vertreter des norddeutschen Backstein-Expressionismus.
Im Ortsteil Hasbergen befinden sich die 1380 geweihte und später mehrmals umgebaute Dorfkirche St. Laurentius sowie die Museumswassermühle.
Im Bereich der Oldenburger Landstraße befindet sich der baumreiche Tiergarten mit dem Denkmal für Großherzog Nikolaus Friedrich Peter.
Delmenhorst hat viele Bauten aus der Zeit des Werkbundes.

### Theater, Museen und Galerien
- Theater Kleines Haus, Max-Planck-Straße 4
- Amateurtheater ProSzenium
- Künstlergruppe und Kulturverein Kleinkunst Bewegung
- Niederdeutsches Theater Delmenhorst
- Jugend-Kunstschule JuKu
- Städtische Galerie Delmenhorst im Haus Coburg
- Nordwestdeutsches Museum für Industriekultur,  Fabrikmuseum von der Nordwolle, von 1996/97, Am Turbinenhaus 10–12[51]
- Stadtmuseum Delmenhorst im Alten Maschinenhaus der Nordwolle
- Wassermühle Hasbergen seit 1991 als Museumsmühle
- Museumseisenbahn „Jan Harpstedt“

### Schutzgebiete
Im Stadtgebiet befinden sich neben Landschaftsschutzgebieten und Naturdenkmalen zwei ausgewiesene Naturschutzgebiete (Stand Februar 2017).
Siehe auch:
- Liste der Naturschutzgebiete in Delmenhorst
- Liste der Landschaftsschutzgebiete in Delmenhorst
- Liste der Naturdenkmale in Delmenhorst
- Liste der geschützten Landschaftsbestandteile in Delmenhorst

### Regelmäßige Veranstaltungen
- Delmenhorster Kramermakt (Frühjahr und Herbst)
- Delmenhorster Autofrühling
- Delmenhorster Stadtfest (im Sommer, in der Innenstadt)
- Graf Gerds Stadtgetümmel (bis 2023 Mittelaltermarkt auf der Burginsel)
- Delmenhorster Kartoffelfest (Herbst)
- Lichterfest (Anfang Dezember)
- Delmenhorster Weihnachtsmarkt

## Wirtschaft und Verkehr

### Wirtschaft
2016 erwirtschaftete Delmenhorst, innerhalb seiner Stadtgrenzen, ein Bruttoinlandsprodukt von 1,726 Milliarden €. Das BIP pro Kopf lag 2016 bei 22.502 € (Niedersachsen: 34.812 €, Deutschland 38.180 €). Unter allen kreisfreien Städten in Deutschland hatte Delmenhorst damit das zweitniedrigste BIP pro Kopf. In der Stadt waren 2016 etwa 33.300 erwerbstätige Personen beschäftigt. Die Arbeitslosenquote in Delmenhorst lag im Dezember 2018 bei 8,5 % und damit über dem niedersächsischen Durchschnitt von 5,0 %.
Die Wirtschaft hat vielfältige Branchen im produzierenden Gewerbe aus der Nahrungsmittelindustrie, der Herstellung von Linoleum, der Offshore-, Marine- und Unterwassertechnik, der Zulieferer für die Automobilindustrie und der neuesten Airbus-Produktion.

#### Unternehmen
Größere Unternehmen sind:
- Tiefkühllebensmittelvertrieb Heimfrost
- Maschinenbaufirma Atlas Maschinen GmbH
- Linoleum- und Fußbodenbelaghersteller Gerflor DLW GmbH

#### Stadtmarke Delmenhorst
2017 ließ die Delmenhorster Wirtschaftsförderungsgesellschaft (dwfg) ein Standortmarketing Konzept erstellen.
Das schon bestehende Stadt-Slogan „Delmenhorst verbindet“ wurde erweitert und lautet nun vollständig:

Delmenhorst verbindet...auf kurzen Wegen im Herzen der Stadt alles was ein Zuhause lebenswert macht.
Dabei wurden die folgenden Kernthemen herausgearbeitet:
- Sport und Freizeitspaß im Grünen
- Bunte Gemeinschaft
- Aktive Wirtschaft
- Lebendige Stadtkultur[55]

#### Medien
In der Stadt erscheinen die Tageszeitungen Delmenhorster Kreisblatt, Delmenhorster Kurier/Weser-Kurier und Nordwest-Zeitung sowie kostenlos die Anzeigenblätter Kreisblatt am Sonntag, Delme Report, Delmenhorster Zeitung und das monatliche Stadtmagazin Deldorado.
Der lokale Bürgerrundfunksender (Hörfunk und Fernsehen) Radio-Weser-TV ist in Delmenhorst auf UKW 92,5 (Hörfunk) sowie auf Kanal 12 im Kabelnetz Bremen (Fernsehen) zu empfangen.
Ab Januar 2019 existierte ein Hörfunksender „Radio 90vier“, der über UKW und DAB+ auf der Frequenz 90.4 zu finden war. Anfang 2023 stellte Radio 90vier einen Insolvenzantrag. Seit dem 23. Januar 2023 läuft auf allen Ausspielwegen nur noch eine mehrstündige Musikschleife die lediglich durch Werbung unterbrochen wird. Träger ist die Firma Radio 90vier UG (haftungsbeschränkt).

### Verkehr

#### Straßenverkehr
Delmenhorst liegt an der Autobahn A 28, die in der Gemeinde Stuhr (Landkreis Diepholz) am Dreieck Stuhr in die A 1 mündet.
Von der A 28 am Dreieck Delmenhorst über die B 75, die als vierspurige Kfz-Straße ausgebaut ist, ist Bremen zu erreichen. Die Bundesstraße B 213 führt von der A 28 (Anschluss DEL-Deichhorst) ins südliche Umland und bei Wildeshausen an die A 1, während die B 212 nah bei Delmenhorst im Landkreis Oldenburg nördliche Umland und in den Landkreis Wesermarsch führt.
Die Lange Straße ist als Fußgängerzone die Haupteinkaufsstraße der Stadt. Eine wichtige Durchgangsstraße in Mitte ist die Bismarckstraße.
Delmenhorst erzielte beim ADFC-Fahrrad-Klima-Test im Jahr 2022 den Platz 86 von 113 vergleichbar großen Orten.

#### Schienenverkehr
Der Bahnhof Delmenhorst liegt an der Bahnstrecke Bremen–Oldenburg der Deutschen Bahn AG, von der in Delmenhorst die Nebenbahnen nach Osnabrück (betrieben von der NordWestBahn GmbH) sowie nach Harpstedt abzweigen, letztere nur mit von der Delmenhorst-Harpstedter Eisenbahn GmbH (DHE) betriebenem Güter- bzw. Museumsbahnverkehr.
Der Bahnhof Delmenhorst ist Halt für einzelne Intercity-Express (Tagesrandverbindungen) und Intercity der DB Fernverkehr. Es halten Regional-Express- und Regionalbahn-Züge der DB Regio Nord und der NordWestBahn. Hinzu kommen drei Linien der Regio-S-Bahn, die von der NordWestBahn betrieben werden. Die IC sind westlich von Bremen zuschlagfrei und verkehren seit Dezember 2015 mit Twindexx-Doppelstockwagen.
Am Haltepunkt Delmenhorst-Heidkrug auf der Strecke Delmenhorst–Bremen halten nur Regio-S-Bahn-Züge und die Triebwagen der NordWestBahn. Seit Mitte Dezember 2010 ist Delmenhorst an das Netz der Regio-S-Bahn Bremen/Niedersachsen angebunden und wird von den Linien RS3 und RS4 bedient.

#### Öffentlicher Nahverkehr
Der ÖPNV in der Region wird innerhalb des Verkehrsverbundes Bremen/Niedersachsen (VBN) angeboten. Dazu gehören auch der Nah- und Regionalverkehr der Eisenbahnen sowie der Regionalbusverkehr. Das örtliche Verkehrsunternehmen Delbus betreibt in Delmenhorst ein Stadtbusnetz mit sieben Stadtbuslinien. Zwei davon verkehren bis zum Roland-Center in Bremen-Huchting, wo Anschluss an das Netz der Bremer Straßenbahn (BSAG) besteht.

#### Luftverkehr
Delmenhorst ist über den Flugplatz Ganderkesee und über den Flughafen Bremen zu erreichen. Südwestlich von Delmenhorst in  Ganderkesee hinter der Stadtgrenze befindet sich der Segelflugplatz Große Höhe.

## Infrastruktur

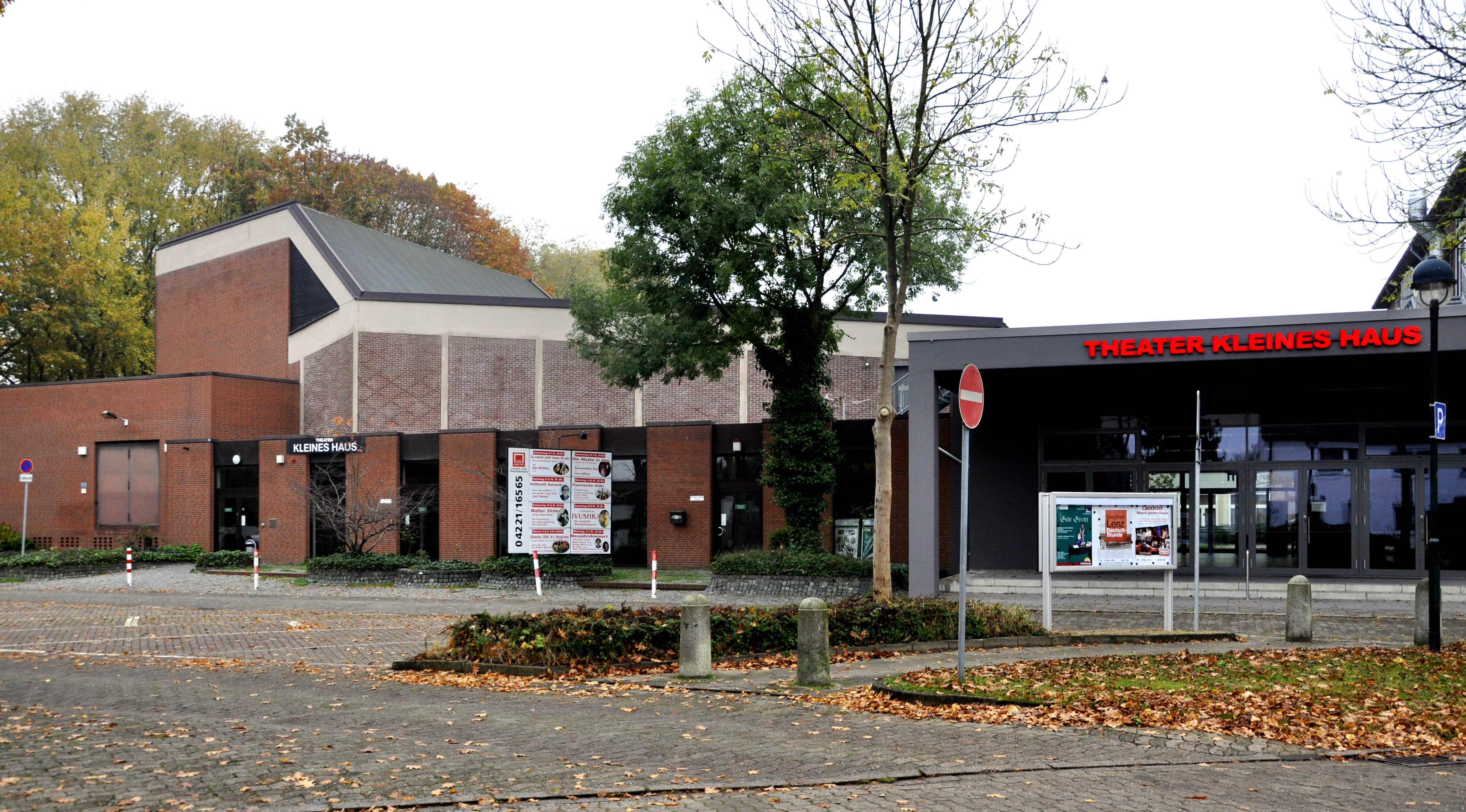
Theater „Kleines Haus“

### Behörden,  Städtische Einrichtungen
- Rathaus Delmenhorst, Rathausplatz 1
  - Städtisches KulturBüro
  - Touristinfo im Rathaus
  - Stadthaus I für die Bauverwaltung, Am Stadtwall 1
- Stadtbücherei/Stadtbildstelle, City-Center, Lange Straße 1a[58]
- Katasteramt Delmenhorst im Verwaltungsgebäude Bismarckplatz 3
- Finanzservice Delmenhorst im Verwaltungsgebäude Schulstraße 5 (Altes Arbeitsamt)
- Familienzentrum Villa, Oldenburger Straße 49
- Delmenhorster Wirtschaftsförderungsgesellschaft mbH, Lange Str. 128
- Polizeiinspektion Delmenhorst / Oldenburg-Land / Wesermarsch im Verwaltungsgebäude Marktstraße 6/7
- Amtsgericht Delmenhorst, Bismarckstraße 110
- Finanzamt Delmenhorst, Friedrich-Ebert-Allee 15
- Berufsfeuerwehr Delmenhorst, Rudolf-Königer-Straße 35
- Freiwillige Feuerwehr Delmenhorst-Stadt, Rudolf-Königer-Straße 35 A
- Freiwillige Feuerwehr Delmenhorst-Süd, Annenheider Straße 245
- Freiwillige Feuerwehr Delmenhorst-Hasbergen, Horster Weg 5
- Delmetal-Kaserne, Abernettistraße 200
- Oldenburgische Landschaft

### Bildung
Förderschulen
- Fröbelschule, Fröbelstraße 1
- Schule an der Karlstraße 6
- Lessingschule, Lessingstraße 25a

Grundschulen
- Grundschule Am Grünen Kamp, Am Grünen Kamp 25
- Astrid-Lindgren-Schule, Südstraße 9
- Grundschule an der Beethovenstraße 12
- Bernard-Rein-Schule, Lilienstraße 10
- Grundschule Bungerhof-Hasbergen, Stedinger Straße 279
- Grundschule Deichhorst, Kantstraße 39
- Hermann-Allmers-Schule, Berliner Straße 54
- Grundschule Iprump-Stickgras in Iprump, Bremer Heerstraße 6 und Stickgras, Langenwischstraße 108
- Käthe-Kollwitz-Schule, Hasberger Straße 130
- Marienschule, Beethovenstraße 8
- Overbergschule, Brendelweg 59
- Parkschule, Stedinger Straße 51
- Knister-Grundschule (Standorte: Adelheide, Adelheider Straße 159 und Annenheide, Annenweg 24)
- Wilhelm-Niermann-Schule, Geibelweg 7

Haupt- und Realschulen
- Schulzentrum Süd, Brendelweg 66 (H, R)
- Schulzentrum West, Stubbenweg 3 (H, R)
- Wilhelm-von-der-Heyde-Schulzentrum, Uhlandstraße 2 (H, R)
- Realschule Delmenhorst (Lilienstraße / Holbeinstraße)

Gesamtschulen
- Integrierte Gesamtschule Delmenhorst, Pestalozziweg 88

Gymnasien
- Max-Planck-Gymnasium, Max-Planck-Straße 4
- Gymnasium an der Willmsstraße, Willmsstraße 3

Öffentliche weiterbildende Schulen
- Berufsbildende Schulen I – Handelslehranstalten, Richtstraße 26
- Berufsbildende Schulen  II – Kerschensteiner Schule, Wiekhorner Heuweg 56–58
- Berufsfachschule Altenpflege, Friedrich-Ebert-Allee 11
- Volkshochschule (VHS) gGmbH, Am Turbinenhaus 11

Einrichtungen der Weiterbildung
- Volkshochschule Delmenhorst gGmbH
- Akademie für Weiterbildung Delmenhorst, Lahusenstraße 25
- Akademie Überlingen N. Glasmeyer GmbH, Schulstraße 44
- Bildungswerk der Niedersächsischen Wirtschaft
- Deutsche Angestellten-Akademie, Bienenschauer 18
- Evangelische Familien-Bildungsstätte Delmenhorst/Oldenburg-Land, Schulstraße 14
- Hamburger Fern-Hochschule, Studienzentrum Delmenhorst, Lahusenstraße 5
- Institut für Weiterbildung in der Alten- und Krankenpflege, Lahusenstraße 5
- KrankenPflegeSchule am Klinikum Delmenhorst, Wildeshauser Straße 92
- Ludwig Fresenius Schulen Delmenhorst, Nienburger Straße 8
- Musikschule der Stadt Delmenhorst (MSD)
- Strings Musikschulen
- Tertia Berufsförderung, Cramerstraße 183
- WBS TRAINING AG, Am Wollelager 8

Forschungseinrichtungen
- Hanse-Wissenschaftskolleg (HWK), Stiftung der Länder Bremen und Niedersachsen sowie der Stadt Delmenhorst von 1997, Lehmkuhlenbusch 4

### Friedhöfe
- Städtischer Friedhof Bungerhof
- Evangelischer Friedhof Wildeshauser Straße
- Evangelischer Friedhof Hasbergen mit der St.-Laurentius-Kirche, Hasberger Dorfstraße 63
- Alter Katholischer Friedhof Schanzenstraße St. Marie von um 1905
- Neuer Katholischer Friedhof Oldenburger Landstraße St. Marie von Anfang der 1930er Jahre
- Jüdischer Friedhof Delmenhorst, Syker Straße

### Religionen, Kirchen
Kirchen, Moscheen, Religionen
- Evangelisch-lutherische Kirchengemeinden:
  - Stadtkirche Zur Heiligen Dreifaltigkeit in Mitte, von 1789
  - St.-Laurentius-Kirche in Hasbergen vom 12. Jahrhundert
  - Zu den Zwölf Aposteln in Düsternort von 1954
  - sowie St.-Johannes-Kirche in Hasport, Lutherkirche Hasbergen, St.-Paulus Jugendkirche - Friesenstraße, St.-Stephanus-Kirche in Stickgras, Heilig Geist in Deichhorst
- Evangelisch-Freikirchliche Gemeinde (Baptisten)
- Evangelisch-methodistische Kirche Christuskirche
- Christengemeinde Delmenhorst (Pfingstgemeinde)
- Römisch-katholische Kirche:
  - St. Marien von 1903
  - Allerheiligen von 1964
  - St. Christophorus von 1952
- Neuapostolische Kirche
- Gemeinschaft der Siebenten-Tags-Adventisten
- Syrisch-orthodoxe Kirche Mor-Juhanun-da-Kfone-Kirche
- Griechisch-orthodoxe Gemeinde Delmenhorst
- Zeugen Jehovas
- Aramäer mit der St.-Johannes-Kirche an der Elsflether Straße
- Jüdische Gemeinde Delmenhorst e. V.
- DITIB Merkez Moschee – Türkisch Islamische Gemeinde zu Delmenhorst
- IGMG Mevlana Moschee Gemeinde Delmenhorst
- VIKZ DIBV – Delmenhorster Integrations- und Bildungsverein

Suryoye-Gemeinschaft
Seit den 1970er Jahren hat Delmenhorst eine Suryoye-Gemeinschaft von über 2000 Mitgliedern (auch bekannt als Assyrer, Aramäer oder Chaldäer). Diese christliche Minderheit aus dem Nahen Osten ist heute ein integraler Bestandteil des Vereinslebens von Delmenhorst. Die meisten der Angehörigen dieser historischen Minderheit haben ihre Wurzeln im Dorf Mzizah, welches im Tur-Abdin (Südosttürkei) liegt, und gehören der Syrisch-Orthodoxen Kirche von Antiochien an.
Jüdische Gemeinde
Am 24. August 1997 gründete sich die Jüdische Gemeinde Delmenhorst e.V infolge des Zuzuges jüdischer Personen und Familien aus der ehemaligen Sowjetunion. Sie gehört dem Landesverband der Jüdischen Gemeinden von Niedersachsen an und hatte 160 Mitglieder im Jahr 2000, 194 im Jahr 2007 und 175 Mitglieder im Jahr 2011. Die Rabbinerin Alina Treiger ist für die Gemeinde zuständig. 1997 entstand auch ein Förderkreis der Jüdischen Gemeinde.

### Sport
Der Fußballverein SV Atlas Delmenhorst spielte von 2020 bis 2023 in der viertklassigen Regionalliga Nord und nahm zweimal (2019 und 2023) am DFB-Pokal teil. Die Heimspiele werden im Städtischen Stadion an der Düsternortstraße (12.000 Plätze) ausgetragen.
Seit 2003 findet jährlich der 24 Stunden Burginselllauf statt.

### Weitere Einrichtungen
- Delme-Klinik
- Gut Dauelsberg, ehemalige Arbeiter-Kolonie für Wanderarbeiter und Obdachlose und heute auch soziale Heimstätte als vollstationäre Pflegeeinrichtung

## Sonstiges
- Die Single Delmenhorst (veröffentlicht am 12. September 2005) der Berliner Band Element of Crime war vier Wochen unter den TOP 100 (Platz 402 in der Jahresauswertung).
- Im Lied Mein Gott, Rita, das die Hagener Band Extrabreit 1993 auf ihrem Album Hotel Monopol veröffentlichte, berichtet die Protagonistin dem Erzähler von ihrer „schweren Kindheit in Delmenhorst“. Doch der Erzähler „wusste genau, es war alles gelogen“.
- Selim Özdoğans Anatolienroman Die Tochter des Schmieds (2005) endet in Delmenhorst.
- Im Film Die Akte Odessa spielt Delmenhorst eine Schlüsselrolle; der Name taucht im Zusammenhang mit der – fiktiven – Arcadia-Klinik mehrfach auf, die die Hauptperson, gespielt von Jon Voight, als Teil ihres gefälschten Lebenslaufs verwendet. Eine kurze (Studio-)Szene spielt in Delmenhorst.
- Ein Airbus A340-300 der Lufthansa (Seriennummer 447, Luftfahrzeugkennzeichen: D-AIFF) ist auf den Namen Delmenhorst getauft.[63]